# Tweesnuit

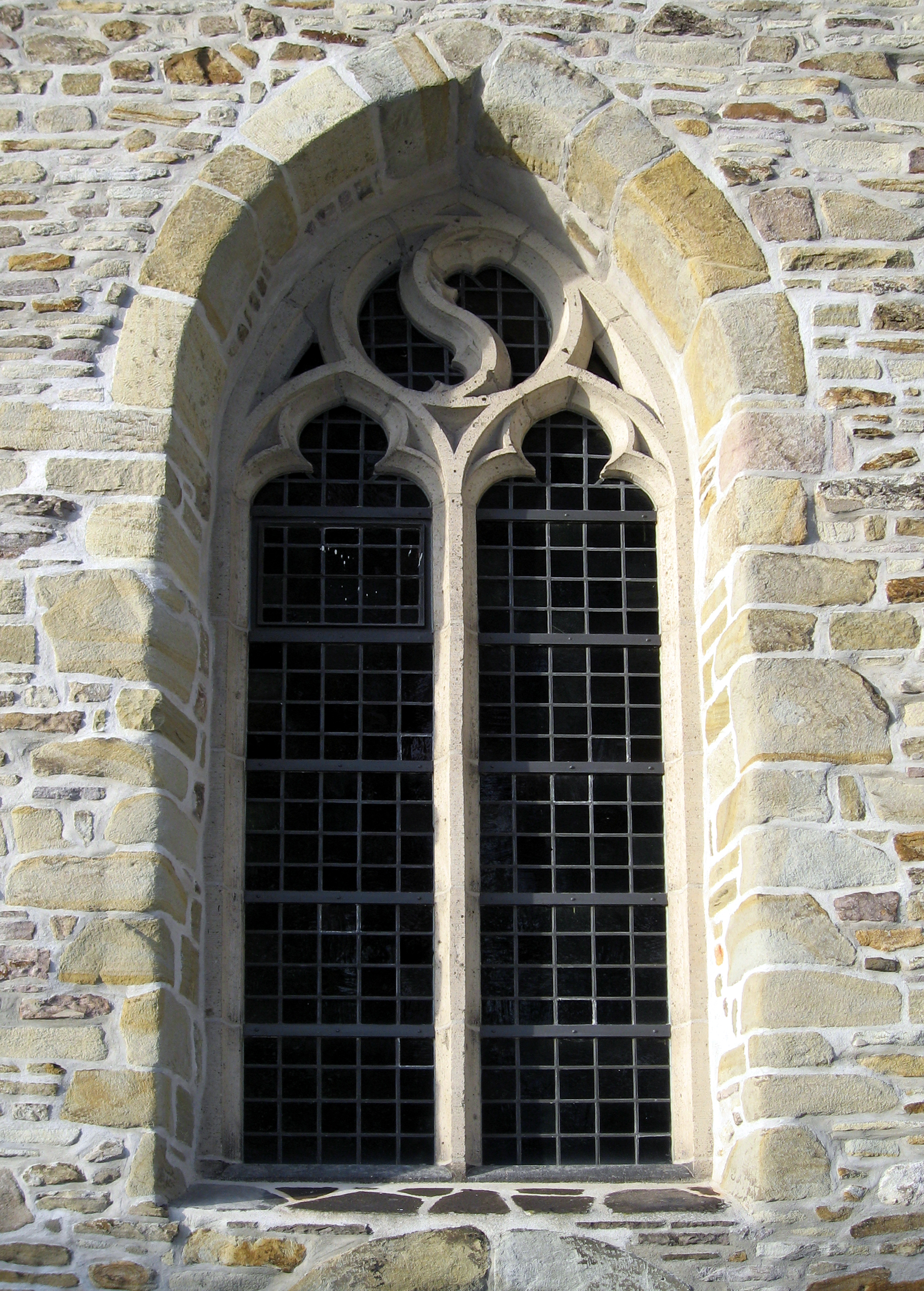
Bovenin zit een tweesnuit

Een tweesnuit is in het maaswerk van bijvoorbeeld een venster de combinatie van twee visblazen in een cirkel. Deze visblazen lijken elkaar te achtervolgen in de cirkel waarin ze zitten. In dit gotische motief zitten in totaal vier toten.